# Relaciones Brunéi-Chile
Las relaciones Brunéi-Chile son las relaciones internacionales entre el Estado de Brunéi Darussalam y la República de Chile. Ambos países de la cuenca del Pacífico son miembros de la Organización Mundial de Comercio, del Foro de Cooperación Económica Asia-Pacífico (APEC) y del Acuerdo Estratégico Transpacífico de Asociación Económica.

## Relaciones comerciales
Durante la reunión de líderes de la APEC de 2002, realizada en Los Cabos, México, los mandatarios de Chile, Singapur  y Nueva Zelanda, comenzaron las negociaciones sobre el entonces denominado Pacific Three Closer Economic Partnership (P3-CEP), un acuerdo de asociación económica de países de la cuenca del Pacífico, a cuyas negociaciones se añadiría Brunéi en 2004, firmándolo al año siguiente. Las negociaciones del Acuerdo Estratégico Transpacífico de Asociación Económica (Acuerdo TPSEP o P4) entraron finalmente en vigor en 2006, y han profundizado la relación comercial entre los países suscriptores, además de establecer memorandos sobre cooperación laboral y medioambiental.
En 2021, el intercambio comercial entre ambos países ascendió a los 770 mil dólares estadounidenses, representando un aumento del 569% durante los últimos cinco años. Los principales productos exportados por Chile fueron salmones y centolla, mientras que aquellos exportados principalmente por Brunéi al país sudamericano fueron chasis para camiones.

## Misiones diplomáticas
- El Alto Comisionado de Brunéi en Canadá concurre con representación diplomática a Chile.[6]

- La embajada de Chile en Malasia concurre representación diplomática a Brunéi. También cuenta con un consulado honorario en Bandar Seri Begawan.[7]